# ستانلي إيفانز (كاتب)
ستانلي إيفانز (بالإنجليزية: Stanley Evans)‏ (1931، إنجلترا في المملكة المتحدة)؛ روائي كندي.